# Пікотехнології
Термін пікотехнологія - це поєднання з пікометр та технологія, призначений паралельно терміну нанотехнологія. Це гіпотетичний майбутній рівень технологічних маніпуляцій з речовиною в масштабі трильйонних частинок метра або пікомасштабі (10−12). Це на три порядки менше, ніж нанометр (і, отже, більшість нанотехнологій), і на два порядки менше, ніж більшість хімічних перетворень та вимірювань. Пікотехнології передбачали б маніпулювання речовиною на рівні атома. Подальший гіпотетичний розвиток фемтотехнології передбачав би роботу з речовиною на субатомному рівні.

## Застосування
Піконаука - це термін, який використовується деякими футурологами для позначення структурування речовини в істинному масштабі пікометра. Пікотехнологія була описана як така, що включає зміну структури та хімічних властивостей окремих атомів, як правило, за допомогою маніпуляцій енергетичними станами електронів всередині атома для отримання метастабільних (або іншим чином стабілізованих) станів з незвичними властивостями, утворюючи певну форму екзотичного атома. Аналогічними перетвореннями, які існують у реальному світі, є окисно-відновна хімія, яка може маніпулювати ступенями окиснення атомів; збудження електронів до метастабільних збуджених станів, як у лазерах та деяких формах насичуваного поглинання; і маніпулювання станами збуджених електронів в атомах Рідберга для кодування інформації. Однак жоден із цих процесів не дає типів екзотичних атомів, описаних футурологами.
У якості альтернативи, пікотехнологія використовується деякими дослідниками в галузі нанотехнології для позначення виготовлення конструкцій, де атоми та пристрої розташовані з донанометровою точністю. Це важливо там, де бажана взаємодія з одним атомом або молекулою, через силу взаємодії між двома атомами, які знаходяться дуже близько. Наприклад, сила між атомом у кінчику зонда атомно-силового мікроскопа і атомом у досліджуваному зразку змінюється експоненційно залежно від відстані і чутлива до зміни положення в порядку від 50 до 100 пікометрів (через виключення Паулі на коротких дальності та сили Ван дер Ваальса на великих відстанях).